# Hitman: Pagato per uccidere
Hitman: Pagato per uccidere (Hitman: Codename 47) è il primo episodio della serie di videogiochi stealth Hitman.
È stato uno dei primi giochi ad utilizzare la fisica Ragdoll. Il protagonista è un clone chiamato 47, creato in un sotterraneo segreto di una sperduta casa di cura romena dal dottor Otto Wolfgang Ort-Meyer, uno scienziato pazzoide. Il nome 47 gli è stato dato poiché è l'unico sopravvissuto dopo ben 46 cloni non funzionanti.

## Trama
In un luogo sconosciuto, il soggetto 47 giace nel letto della sua cella, quando una voce proveniente da un altoparlante lo sveglia e lo istruisce nell'allenarsi in compiti diversi, quali il salto degli ostacoli e l'uso delle armi da fuoco. L'addestramento si conclude con l'uccisione di una guardia e la sua fuga. L'interlocutore guarda la scena da una telecamera di sorveglianza, con una risata soddisfatta.
Un anno dopo, 47 è diventato un agente dell'International Contract Agency (ICA), assassino professionista. Egli è informato dal suo supervisore, Diana Burnwood, e viene inviato in missioni in tutto il mondo per eliminare quattro menti criminali. A Hong Kong, 47 elimina Lee Hong, il leader della Triade del Drago Rosso, dopo aver scatenato una guerra con la triade rivale. Successivamente l'agente viene inviato in Colombia, dove rintraccia e uccide il signore della droga Pablo Belisario Ochoa. A Budapest, l'agente dell'ICA assassina Franz Fuchs, un terrorista austriaco. L'agente in seguito si infiltra a Rotterdam per uccidere il famigerato contrabbandiere di armi Arkadij "Boris" Jegorov ed i suoi affiliati. 
Durante le sue missioni, l'assassino raccoglie le lettere scritte ai suoi obiettivi da parte degli altri obiettivi, dalle quali emerge un collegamento tra i diversi bersagli: tutti e quattro facevano parte della Legione straniera francese circa nello stesso periodo, e parlano tra di loro riguardo ad un progetto sperimentale. Le lettere citano anche un amico in comune tra gli uomini, un certo professor Ort-Meyer. 47 è quindi allertato da Diana dicendogli che è lo stesso cliente ad aver ordinato tutti gli omicidi, e che quest'ultimo ha ordinato un ultimo assassinio. Nonostante tutto, l'ICA accetta il contratto a condizione però che sia un altro agente ad occuparsi dell'omicidio. Il cliente però richiede che sia proprio 47 a svolgere il compito. L'assassino deve uccidere Odon Kovacs, un medico di un sanatorio a Satu Mare, in Romania, che si rivela essere quello da cui l'assassino è fuggito ad inizio gioco. Quando 47 si presenta al manicomio, Ort-Meyer chiama la polizia e si rivela essere il cliente, così come la voce all'altoparlante che lo ha istruito nella sua fuga. Le forze speciali rumene fanno irruzione nel palazzo mentre 47 uccide il Dr. Kovacs, che si scopre essere un medico che gli somministrava le iniezioni.
L'agente 47 apprende finalmente la verità dietro la sua esistenza: egli è il risultato di un esperimento di clonazione che aveva combinato il materiale genetico di ciascuno dei suoi quattro obiettivi precedenti, con l'aggiunta di Ort-Meyer. Il fine degli esperimenti era la ricerca della creazione di un essere umano perfetto. Ort-Meyer aveva orchestrato la sua fuga dal manicomio al fine di testare la sua performance nel mondo esterno e aveva ordinato la morte dei suoi collaboratori, perché volevano usare i cloni per i propri scopi. Con l'aiuto di un collega dell'ICA, l'agente Smith, che è tenuto prigioniero e drogato nell'edificio, 47 scopre un laboratorio sofisticato sotto l'ospedale. 
Non appena l'agente mette piede nel sotterraneo, Ort-Meyer in risposta scatena una squadra di 48, una serie più ampia e leale di cloni senza libero arbitrio. L'assassino sconfigge i cloni e si confronta con Ort-Meyer, che all'inizio lo scambia per un altro 48. Prima che Ort-Meyer sia in grado di attaccarlo, 47 gli spara. Ort-Meyer, giacendo in agonia, farfuglia di come lui non sia nemmeno riuscito a riconoscere il proprio figlio, mentre l'agente 47 si inginocchia e dopo un attimo di esitazione gli rompe il collo.

## Modalità di gioco
Ogni livello di Hitman è ambientato in un'area aperta, con civili e guardie armate a tema. Anche se l'obiettivo può variare a seconda della missione, lo scopo è generalmente quello di trovare il bersaglio principale e fare di tutto per ucciderlo, possibilmente attirando meno attenzione possibile.
Nonostante il gioco sia interamente in terza persona, i controlli di Hitman sono più simili ad uno sparatutto in prima persona: i movimenti dell'agente 47 sono limitati a ruotare e a muoversi di lato ed in avanti. Il giocatore può sbirciare dietro gli angoli utilizzando il tasto "chinarsi", il quale lo fa piegare lievemente da un lato. Il protagonista può salire le scale, ma è incapace di difendersi quando fa ciò. Inoltre, non può saltare. Quando cammina l'agente produce "rumore" e questo può quindi allertare i personaggi ostili nei paraggi. Per evitare ciò, il giocatore può camminare di soppiatto. Fare ciò consente anche a 47 di estrarre un'arma dal suo inventario senza dare nell'occhio. Un cursore su schermo indica la direzione in cui l'attacco di 47 colpirà. L'Head-up display include una barra che misura la salute, le munizioni rimanenti, lo stato del giubbotto antiproiettile, e l'oggetto selezionato al momento. A volte i messaggi di avvertimento compaiono di fianco alla salute. Questo accade se un cadavere viene scoperto, se le guardie sentono spari o grida di dolore, o se l'assassino è sospettato.
L'arsenale di 47 consiste in varie armi da fuoco da corta e lunga distanza, una corda di pianoforte ed un coltello. Le pistole hanno generalmente una portata eccellente, mentre le armi automatiche ed i mitragliatori perdono precisione mano a mano che 47 si allontana dal suo bersaglio. Il protagonista può anche equipaggiarsi con un fucile da cecchino, nascosto in una particolare valigia, il quale deve essere ricostruito prima che lui possa usarlo. Una volta compiuto il suo lavoro, l'assassino può scomporlo e rimetterlo nella suddetta valigia.
Un elemento particolare del gioco, che non verrà più riproposto fino al capitolo Hitman: Blood Money, è il fatto che le missioni completate fruttino del denaro al giocatore. Esso può essere usato all'inizio di ogni missione per acquistare armi, munizioni e vari tipi di strumenti da portare con sé in suddetta missione. La ricompensa finale in denaro del giocatore parte sempre da una cifra prestabilita, dalla quale verranno dedotte le spese per l'equipaggiamento e 5000$ per ogni civile o agente di polizia ucciso (spese necessarie all'agenzia per insabbiare la vicenda). Qualora il conto del giocatore finisse in rosso, esso verrà licenziato e sarà Game Over.
Il travestimento gioca un ruolo molto importante nel gameplay di Hitman. Ogni volta che un personaggio viene ucciso o stordito, 47 può svestirlo ed impersonarlo. Questo è necessario per accedere ad aree dove solo le guardie possono entrare. All'inizio di ogni livello, 47 indossa il suo vestito standard; quest'ultimo viene ripiegato e lasciato per terra nel momento in cui si traveste. I personaggi svenuti o morti possono essere trascinati in qualunque momento, utile per nasconderli in luoghi nascosti alle guardie o ai civili: qualora un cadavere venisse scoperto, una guardia inizierebbe a sospettare di 47, mentre un civile correrebbe ad avvisare una guardia, e il risultato sarebbe lo stesso. Se quest'ultimo è travestito da qualcuno che ha ucciso, la sua copertura verrà compromessa nel caso che il cadavere svestito venga scoperto, e renderà necessaria la ricerca di un nuovo travestimento per poter mantenere l'anonimato.
Premendo il tasto "BLOC SCORR" durante una qualsiasi fase di gioco si accede a una modalità bullet time dove la velocità del gioco viene diminuita di 4 volte.

## Doppiaggio
| Personaggio      | Doppiatore originale | Doppiatore italiano |
| ---------------- | -------------------- | ------------------- |
| Agente 47        | David Bateson        | Aldo Alessio        |
| Ort Meyer        |                      |                     |
| Agente Americano |                      | Andrea Piovan       |
| Odon Kovacs      |                      |                     |

## Colonna sonora
La colonna sonora è stata composta da Jesper Kyd, ed è stata messa in commercio nel 2005 sul sito del compositore assieme a quella di Hitman 2: Silent Assassin.